# جان بيار فرانسوا
جان بيار فرانسوا (بالفرنسية: Jean-Pierre François)‏ هو مغني ولاعب كرة قدم فرنسي، ولد في 7 يونيو 1965 في Pont-à-Mousson ‏ في فرنسا. لعب مع نادي بازل ونادي ديجون ونادي سانت إتيان.

## وصلات خارجية
- جان بيار فرانسوا على موقع قاعدة بيانات كرة القدم.إي يو (الإنجليزية)
- جان بيار فرانسوا على موقع عالم كرة القدم.نت (الإنجليزية)
- جان بيار فرانسوا على موقع ميوزك برينز (الإنجليزية)
- جان بيار فرانسوا على موقع ديسكوغز (الإنجليزية)